# Narcobarbital
Narcobarbital (Pronarcon) là một dẫn xuất barbiturat phát triển vào năm 1932 bởi Carl Heinrich Friedrich Boedecker và Heinrich Gruber Schoneberg, để công ty JD Riedel-E. de Haën AG, Berlin, Đức. Sau đó, vào năm 1937, có thể, đã được cấp bằng sáng chế tại Hoa Kỳ. Nó là một dẫn xuất N-methylate hóa của propallylonal và có tác dụng an thần tương tự. Thuốc vẫn được sử dụng trong thú y để gây mê phẫu thuật.